# Saison 1 de Community
Chronologie
Saison 2
Cet article présente les vingt-cinq épisodes de la première saison de la série télévisée américaine Community. Dan Harmon, le créateur de la série, s'est inspiré de sa vie pour écrire la série.

## Production
Les trois premiers épisodes ont été diffusés à 21 h 30 avant d'être déplacés à 20 h.
Le 23 octobre 2009, après la diffusion des six premiers épisodes, NBC a commandé une saison complète de 22 épisodes, puis le 20 janvier 2010, 3 épisodes supplémentaires ont été commandés.
Au Canada, cette saison a été diffusée en simultané sur Citytv.

## Synopsis
Après que son diplôme ait été invalidé, Jeff est contraint de replonger dans les études. C'est ainsi qu'il se retrouve à Greendale Community College et fait la connaissance de Britta, Abed, Troy, Annie, Shirley et Pierce. Tous ensemble vont décider de former un groupe d'études dans cette université remplie de professeurs et élèves totalement déjantés.

## Distribution de la saison

### Acteurs principaux
- Joel McHale : Jeff Winger
- Gillian Jacobs : Britta Perry
- Danny Pudi : Abed Nadir
- Donald Glover : Troy Barnes
- Alison Brie : Annie Edison
- Yvette Nicole Brown : Shirley Bennett
- Chevy Chase : Pierce Hawthorne

### Acteurs récurrents
- Ken Jeong : Ben Chang
- Jim Rash : Craig Pelton
- John Oliver : Ian Duncan
- Lauren Stamile : Michelle Slater
- Eric Christian Olsen : Vaughn Miller
- Richard Erdman : Leonard Briggs
- Dino Stamatopoulos : Star-burns

## Épisodes

### Épisode 1:Bienvenue à Greendale!
- États-Unis : 17 septembre 2009 sur NBC[4]
- France : 13 décembre 2012 sur Numéro 23[5]

- États-Unis : 7,89 millions de téléspectateurs [6] (première diffusion)

- Jim Rash (le doyen Pelton)
- John Oliver (le professeur Duncan)

### Épisode 2:Espagnol, niveau 1
- États-Unis : 24 septembre 2009 sur NBC
- France : 13 décembre 2012 sur Numéro 23

- États-Unis : 5,39 millions de téléspectateurs [7] (première diffusion)

Première apparition de Chang. 

### Épisode 3:Initiation au cinéma
- États-Unis : 1er octobre 2009 sur NBC
- France : 13 décembre 2012 sur Numéro 23

- États-Unis : 5,86 millions de téléspectateurs [8] (première diffusion)

- John Michael Higgins (Le professeur Whitman)
- Iqbal Theba (Gobi Nadir)

Annie est quasi absente de l'épisode. 
Chang n'apparaît pas dans cet épisode.

### Épisode 4:Science comportementale
- États-Unis : 8 octobre 2009 sur NBC
- France : 13 décembre 2012 sur Numéro 23

- États-Unis : 4,87 millions de téléspectateurs [9] (première diffusion)

- John Oliver (le professeur Duncan)

### Épisode 5:Droit criminel avancé
- États-Unis : 15 octobre 2009 sur NBC
- France : 20 décembre 2012 sur Numéro 23

- États-Unis : 5,01 millions de téléspectateurs [10] (première diffusion)

- Jim Rash (le doyen Pelton)
- John Oliver (le professeur Duncan)

### Épisode 6:Football, féminisme et identité
- États-Unis : 22 octobre 2009 sur NBC
- France : 20 décembre 2012 sur Numéro 23

- États-Unis : 5,18 millions de téléspectateurs  [11] (première diffusion)

- Jim Rash (le doyen Pelton)

Mis à part pendant la scène d’introduction et celle de conclusion, Abed n'apparaît pas de tout l'épisode.

### Épisode 7:Introduction aux statistiques
- États-Unis : 29 octobre 2009 sur NBC
- France : 20 décembre 2012 sur Numéro 23

- États-Unis : 5,32 millions de téléspectateurs [12] (première diffusion)

- Jim Rash (le doyen Pelton)

### Épisode 8:Économie domestique
- États-Unis : 5 novembre 2009 sur NBC
- France : 20 décembre 2012 sur Numéro 23

- États-Unis : 5,45 millions de téléspectateurs [13] (première diffusion)

### Épisode 9:L'art du débat
- États-Unis : 12 novembre 2009 sur NBC
- France : 27 décembre 2012 sur Numéro 23

- États-Unis : 5,09 millions de téléspectateurs [14] (première diffusion)

- John Michael Higgins (le professeur Whitman),
- Jim Rash (le doyen Pelton)

### Épisode 10:Science environnementale
- États-Unis : 19 novembre 2009 sur NBC
- France : 27 décembre 2012 sur Numéro 23

- États-Unis : 4,87 millions de téléspectateurs [15] (première diffusion)

- Jim Rash (le doyen Pelton)

### Épisode 11:Sociologie de la sexualité
- États-Unis : 3 décembre 2009 sur NBC
- France : 3 janvier 2013 sur Numéro 23

- États-Unis : 5,42 millions de téléspectateurs [16] (première diffusion)

- Jim Rash (le doyen Pelton)

### Épisode 12:Religion comparée
- États-Unis : 10 décembre 2009 sur NBC
- France : 3 janvier 2013 sur Numéro 23

- États-Unis : 5,51 millions de téléspectateurs [17] (première diffusion)

- Jim Rash (le doyen Pelton)
- Anthony Michael Hall (Mike)

### Épisode 13:Journalisme d'investigation
- États-Unis : 14 janvier 2010 sur NBC
- France : 10 janvier 2013 sur Numéro 23

- États-Unis : 5,42 millions de téléspectateurs  [18] (première diffusion)

- Jack Black
- Owen Wilson
- Jim Rash (le doyen Pelton)

### Épisode 14:Danse figurative
- États-Unis : 21 janvier 2010 sur NBC
- France : 10 janvier 2013 sur Numéro 23

- États-Unis : 4,75 millions de téléspectateurs [19] (première diffusion)

### Épisode 15:Expressionnisme romantique
- États-Unis : 4 février 2010 sur NBC
- France : 17 janvier 2013 sur Numéro 23

- États-Unis : 5,23 millions de téléspectateurs [20] (première diffusion)

### Épisode 16:Science de la communication
- États-Unis : 11 février 2010 sur NBC
- France : 17 janvier 2013 sur Numéro 23

- États-Unis : 5,15 millions de téléspectateurs [21] (première diffusion)

- Jim Rash (le doyen Pelton)

### Épisode 17:Éducation physique
- États-Unis : 4 mars 2010 sur NBC
- France : 22 janvier 2013 sur Numéro 23

- États-Unis : 5,02 millions de téléspectateurs[22] (première diffusion)

- Jim Rash (le doyen Pelton)

### Épisode 18:Généalogie élémentaire
- États-Unis : 11 mars 2010 sur NBC
- France : 22 janvier 2013 sur Numéro 23

- États-Unis : 4,60 millions de téléspectateurs [23] (première diffusion)

- Jim Rash (le doyen Pelton)
- Iqbal Theba (Gobi Nadir)

### Épisode 19:Poterie pour débutants
- États-Unis : 18 mars 2010 sur NBC
- France : 29 janvier 2013 sur Numéro 23

- États-Unis : 5,07 millions de téléspectateurs [24] (première diffusion)

- Lee Majors (le professeur de voile)
- Tony Hale (le professeur de poterie)
- Greg Cromer (Rich)

### Épisode 20:Pratique de l'illusion
- États-Unis : 25 mars 2010 sur NBC
- France : 29 janvier 2013 sur Numéro 23

- États-Unis : 5,07 millions de téléspectateurs [25] (première diffusion)

- Jim Rash (le doyen Pelton)

### Épisode 21:Nouvelle cuisine américaine
- États-Unis : 22 avril 2010 sur NBC
- France : 5 février 2013 sur Numéro 23

- États-Unis : 3,67 millions de téléspectateurs [26] (première diffusion)

- Jim Rash (le doyen Pelton)

### Épisode 22:L'art du discours
- États-Unis : 29 avril 2010 sur NBC
- France : 5 février 2013 sur Numéro 23

- États-Unis : 4,36 millions de téléspectateurs [27] (première diffusion)

### Épisode 23:Guerre moderne
- États-Unis : 6 mai 2010 sur NBC
- France : 12 février 2013 sur Numéro 23

- États-Unis : 4,36 millions de téléspectateurs  [28] (première diffusion)

- Jim Rash (le doyen Pelton)

### Épisode 24:Espagnol première langue
- États-Unis : 13 mai 2010 sur NBC
- France : 12 février 2013 sur Numéro 23

- États-Unis : 4,49 millions de téléspectateurs [29] (première diffusion)

- Jim Rash (le doyen Pelton)

### Épisode 25:Réinterprétation du triangle de Pascal
- États-Unis : 20 mai 2010 sur NBC[30]
- France : 12 février 2013 sur Numéro 23

- États-Unis : 4,41 millions de téléspectateurs [31] (première diffusion)

- Jim Rash (le doyen Pelton)
- John Michael Higgins (le professeur Withman)
- John Oliver (le professeur Duncan)